# Nystalus maculatus
El buco durmilí  o durmilí (Argentina, Paraguay) (Nystalus maculatus), es una especie de ave galbuliforme perteneciente al género Nystalus que integra la familia Bucconidae. Es nativo de América del Sur.

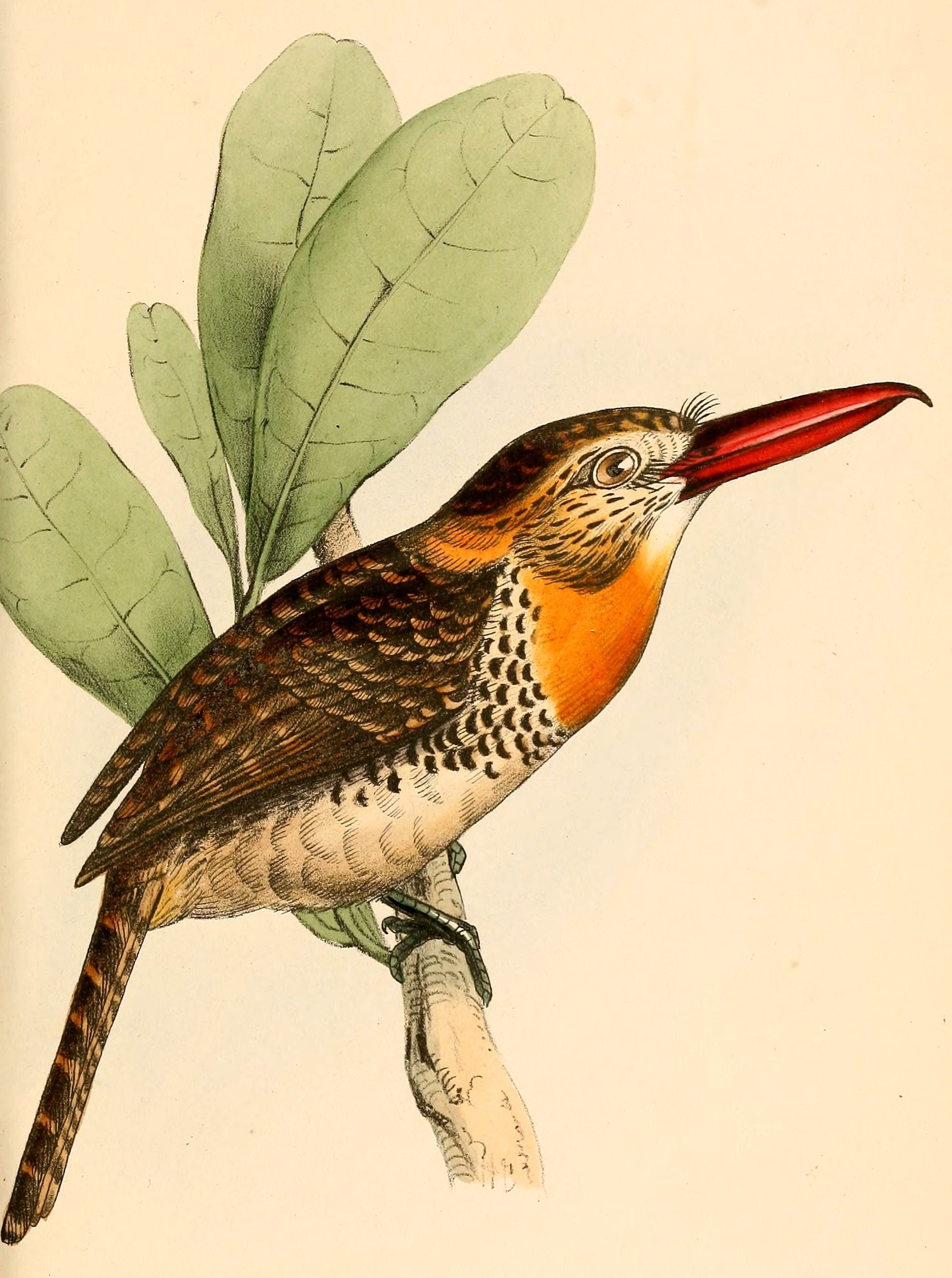
Nystalus maculatus maculatus; ilustración de Swainson, 1841.

## Distribución y hábitat
Se encuentra en Argentina, Bolivia, Brasil y Paraguay.

Vive en la caatinga, los cerrados y en el bosque seco bajo, a menos de 1.300 m de altitud.

## Descripción
Mide 18 a 20 cm de longitud y pesa 44 g. Tiene pico anaranjado vivo y ojo amarillo. El dorso es pardo con líneas ocres. La cabeza es fusca, con un collar amarillo anaranjado y una mancha del mismo color en el pecho; el resto del pecho y el vientre son blancuzcos, con estrías negras (la subespecie striatipectus) o salpicados con grandes puntos negros hasta los flancos (la subespecie maculatus).

## Comportamiento
Solo o en pareja, posa en locales abiertos y suele permitir gran aproximación. Puede ocurrir junto con el chacurú (Nystalus chacuru) que es menos forestal.

### Alimentación
Se alimenta de insectos, arácnidos y vertebrados pequeños, que captura en el suelo o en la vegetación.

### Reproducción
Para anidar, cava un túnel de hasta 1 m de largo, al final del cual hace una cámara, en la cual la hembra pone 2 o 3 huevos. La entrada del túnel es camuflada con material vegetal y tierra. La pareja se turna para cuidar del nido, incubar los huevos y alimentar a los pichones.

### Vocalización
El canto es un “siuí siuí so-ó” fuerte y oído de lejos, a veces en dúo.

## Sistemática

### Descripción original
La especie N. maculatus fue descrita por primera vez por el naturalista alemán Johann Friedrich Gmelin en 1788 bajo el nombre científico Alcedo maculata; localidad tipo «Ceará, Brasil».

### Taxonomía
La subespecie striatipectus puede ser una especie separada, con base en la morfología, pero las vocalizaciones son aparentemente similares; más estudios son necesarios en zona de probable contacto en el Pantanal. El Congreso Ornitológico Internacional (IOC) (versión 4.3, 2014) y el Comité Brasileño de Registros Ornitológicos (CBRO) reconocen la especie plena Nystalus striatipectus con base en el concepto filogenético de especie, siguiendo a Silva (1990); lo que no es así reconocido por el South American Classification Committee.

La subespecie propuesta parvirostris (centro de Brasil) no es confiablemente separable de la nominal; pallidigula (suroeste de Brasil) es sinónimo de striatipectus, mostrando diferencias menores, aparentemente clinales.

### Subespecies
Según la clasificación Clements Checklist 6.9, se reconocen dos subespecies con su correspondiente distribución geográfica:
- Nystalus maculatus maculatus (Gmelin), 1788 - noreste y centro de Brasil (hasta el suroeste de Mato Grosso).
- Nystalus maculatus striatipectus (Sclater, PL), 1854 - centro sur y sureste de Bolivia (Cochabamba, Chuquisaca, Santa Cruz) y centro sur de Brasil (oeste de Mato Grosso do Sul) hacia el sur hasta el centro y oeste de Paraguay y noroeste de Argentina (al sur hasta Córdoba).